# Accords de Lagos
Les accords de Lagos sont signés le 21 août 1979 par des représentants des factions participant à la guerre civile tchadienne, à la suite d'une conférence tenue dans la ville homonyme. L'accord fixe les modalités de mise en place du Gouvernement d'union nationale de transition (GUNT), qui est investi en novembre 1979. D'un commun accord, Goukouni Oueddei est nommé président, Wadel Abdelkader Kamougué est nommé vice-président et Hissène Habré est nommé ministre de la Défense nationale, des Anciens Combattants et des Victimes de guerre. La répartition des postes ministériels était équilibrée entre le sud (onze portefeuilles), le nord, le centre et l'est (treize) et entre des protégés des États voisins.
Une mission de maintien de la paix de l'Organisation de l'unité africaine (OUA), composée de troupes de la République du Congo, de la Guinée et du Bénin, devait remplacer les Français. Cette force ne s'est jamais matérialisée dans un sens effectif.
Les participants du GUNT se méfiaient profondément les uns des autres et ils n'ont jamais atteint un sentiment de cohérence. En conséquence, les différentes milices factionnelles sont restées armées. En janvier 1980, une unité de l'armée de Habré attaquait les forces de l'un des groupes constitutifs du GUNT dans la préfecture du Ouaddaï, et le conflit tchadien a rapidement atteint de nouveaux sommets d'intensité avec des destructions massives de vies et de biens.

### Pages connexes
- Histoire du Tchad

### Sources
- Library of Congress Country Study